# Ballycastle (Antrim)
Ballycastle (irisch Baile an Chaisleáin) ist eine Stadt in der historischen Grafschaft Antrim an der Nordostküste Nordirlands. Sie war der Verwaltungssitz des aufgelösten Districts Moyle, der 2015 im District Causeway Coast and Glens aufging.

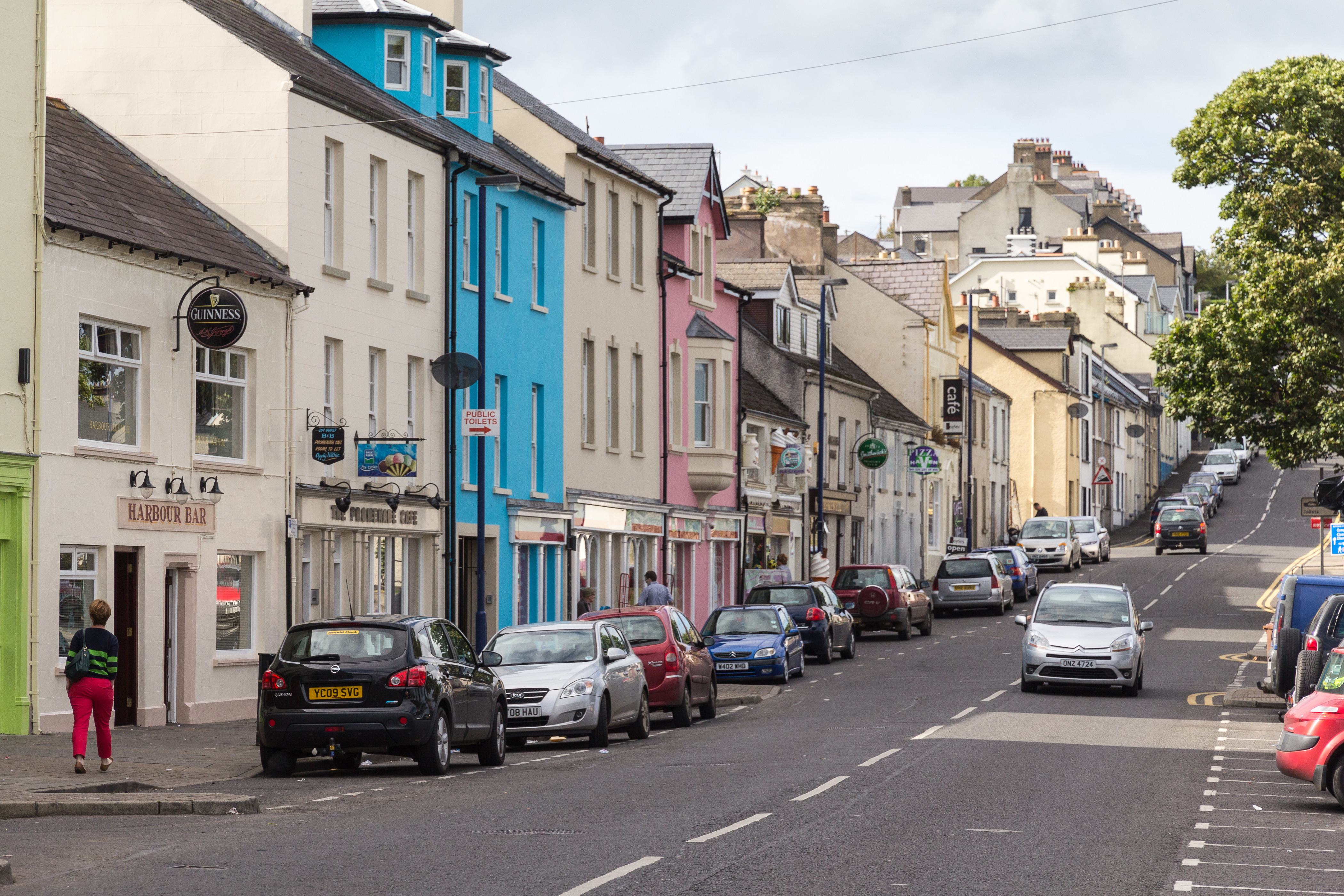
North Street in Ballycastle

Ballycastle liegt 89 km von Belfast und 43 km von Ballymena entfernt und hat 5089 Einwohner (2001). Der Ort liegt an der Mündung des Flusses Margy (englisch Margy River) in den Nordkanal. Er hat einen kleinen Jachthafen und einen 18-Loch-Golfplatz in schöner Lage am Meer.
Ballycastle ist Ausgangspunkt für Ausflüge zur Insel Rathlin (englisch Rathlin Island) und zu den berühmten „neun Tälern von Antrim“ (englisch Glens of Antrim).

## Touristisches
Ballycastle ist bekannt für die Ould Lammas Fair, ein seit 400 Jahren jährlich am letzten Montag und Dienstag im August stattfindendes Fest. Weiterhin bekannt sind der Yellow Man (ein süßes Dessert), der bei der Lammas Fair verkauft wird und getrocknete, salzige Algen, dulse genannt.

## Geschichte
Der italienische Physiker Guglielmo Marconi demonstrierte 1898 zwischen Ballycastle und Rathlin seine neue Nachrichtenübertragungstechnik.
Im Ort ist Corrymeela Community, eine christliche Gemeinschaft, beheimatet. Sie engagiert sich für die Heilung der sozialen, religiösen und politischen Spaltungen in Nordirland und weltweit.

## Söhne und Töchter
- Donal Lamont (1911–2003), römisch-katholischer Missionsbischof in Rhodesien
- Keith Patrick O’Brien (1938–2018), römisch-katholischer Erzbischof und Kardinal
- Conleth Hill (* 1964), Theater-, Fernseh- und Filmschauspieler